# Hospital Curry Cabral

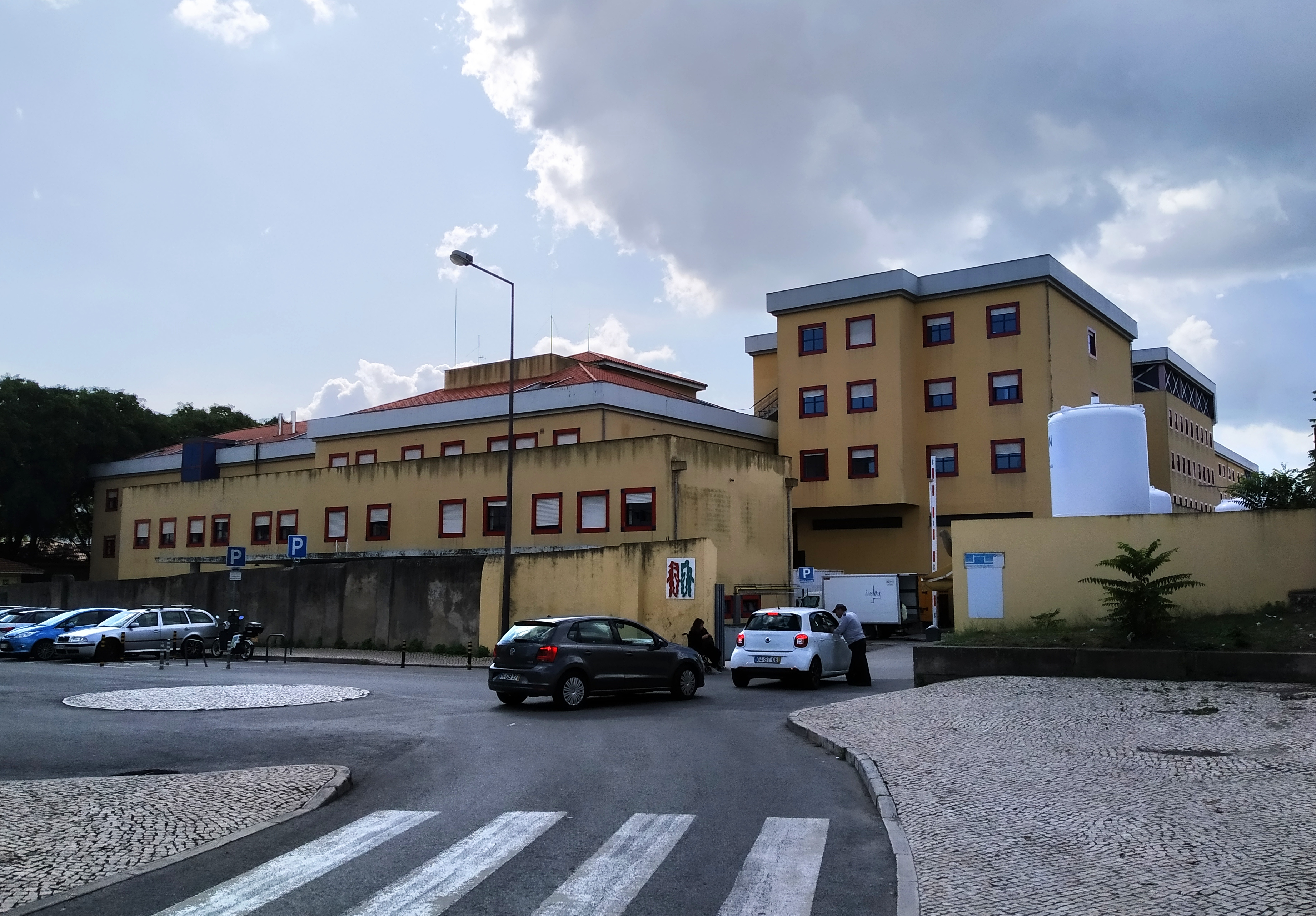
Das Curry Cabral-Krankenhaus (Teilansicht)

Das Hospital Curry Cabral ist ein Krankenhaus in der portugiesischen Hauptstadt Lissabon. Das Krankenhaus gehört zum Centro Hospitalar Lisboa Central, der Krankenhausregion Zentral-Lissabon, eine der sechs lokalen Krankenhausgruppen der Region Lisboa e Vale do Tejo (Região de Saúde de Lisboa e Vale do Tejo) des öffentlichen portugiesischen Gesundheitssystems Serviço Nacional de Saúde.
Es ist Schwerpunktkrankenhaus für Transplantationen und Infektionskrankheiten. Den medizinischen Fakultäten der Universität Lissabon (FMUL) und der Universidade Nova (FCML) dient es als Lehrkrankenhaus.

## Geschichte
Es wurde 1906 unter Ministerpräsident Hintze Ribeiro als Hospital do Rego eingeweiht. 1929 erhielt es zu Ehren seines Gründers, Professor José Curry da Câmara Cabral, den heutigen Namen.